# Lajos Veress Dálnoki
Lajos Veress Dálnoki (ur. 4 października 1889 w Sepsiszentgyörgy, zm. 29 marca 1976 w Londynie) – węgierski wojskowy (generał), powojenny działacz antykomunistyczny, emigracyjny działacz narodowy i pisarz.

## Życiorys
W 1910 ukończył Akademię Wojskową Cesarzowej Ludwiki w Budapeszcie. W okresie międzywojennym służył w armii węgierskiej. W 1933 objął funkcję szefa sztabu inspektoratu kawalerii. W tym samym roku został szefem sztabu 1 Dywizji Kawalerii. Od 1938 był krótko attaché wojskowym w Austrii. Następnie dowodził 6 Brygadą Mieszaną, zaś od 1939 15 Brygadą Piechoty. W 1940 w stopniu generała majora objął dowództwo 2 Brygady Kawalerii. Na jej czele uczestniczył w kwietniu 1941 w ataku na Jugosławię. Mianowano go generałem pułkownikiem. Pod koniec 1941 został dowódcą 2 Dywizji Zmotoryzowanej, zaś w 1942 1 Zmotoryzowanej Dywizji Polowej na froncie wschodnim. W tym samym roku mianowano go dowódcą I Korpusu Armijnego, a wkrótce IX Korpusu Armijnego. Wiosną 1944 objął dowództwo 2 Armii, okupującej Północną Transylwanię.
Regent Węgier adm. Miklós Horthy uczynił go swoim zastępcą (homo regius). Po nieudanej próbie władz węgierskich wyjścia z wojny został jednak aresztowany przez Niemców, po czym po procesie skazano go w październiku tego roku na karę 15 lat więzienia. Osadzono go w więzieniu w Sopronie. Na początku 1945 zdołał zbiec.
Po zakończeniu wojny utworzył antykomunistyczną organizację Węgierska Wspólnota, wykrytą pod koniec 1946 przez węgierskie komunistyczne służby specjalne. Spiskowcy zamierzali wywołać powstanie antykomunistyczne, licząc na pomoc państw zachodnich. Po procesie skazano go w kwietniu 1947 na karę śmierci, zamienioną potem na dożywocie.
Podczas powstania budapeszteńskiego w 1956 został uwolniony z więzienia, po czym przedostał się na Zachód. Zamieszkał w Londynie. W 1958 stanął na czele Światowej Federacji Węgierskich Bojowników o Wolność. W 1972 w Monachium zostały opublikowane w 3 tomach jego wspomnienia z okresu II wojny światowej pt. „Magyarország honvédelme a 2. világháború előtt és alatt”.